# 慕鶴站
慕鶴站（韓語：모학역）是朝鮮民主主義人民共和國平安南道顺川市的一個鐵路車站，属于慕鶴線。

## 邻近车站
慕鶴線
戴建站 - 慕鶴站